# Lithostege castiliaria
Lithostege castiliaria är en fjärilsart som beskrevs av Otto Staudinger 1877. Lithostege castiliaria ingår i släktet Lithostege och familjen mätare. Inga underarter finns listade i Catalogue of Life.